# Ледена висулка
Ледена висулка е парче лед, което виси от покривите на сгради, от електрически далекопроводи или клони на дървета. Обикновено ледените висулки имат конусовидна форма с диаметър от няколко милиметра до няколко сантиметра. Понякога те образуват интересни конструкции с причудливи форми. Формират се когато вода капе и замръзва.
Ледените висулки са опасни, защото могат да се отчупят под действието на тежестта си и в резултат да причинят щети от различен характер.